# 1805
1805 (MDCCCV) var ett normalår som började en tisdag i den gregorianska kalendern och ett normalår som började en söndag i den julianska kalendern.

## Händelser

### Januari
- 11 januari – Michiganterritoriet skapas i USA.

### Mars
- 4 mars
  - Thomas Jefferson svärs in som USA:s president för en andra ämbetstid.
  - George Clinton efterträder Aaron Burr som USA:s vicepresident.
- 5 mars – New Brunswicks lagstiftande församling antar en förordning för att öka läskunnigheten.
- 12 mars – I samband med att Gustav II Adolfs ryttarstaty på Norrmalmstorg avtäcks byter torget namn till Gustav Adolfs torg.[1]

### Maj
- 15 maj – En ny svensk legostadga (tjänstefolkslag) antas.

### Juni
- 4 juni - Barbareskkriget upphör.[2]

### Augusti
- 1 augusti – En skogsvårdsförordning införs i Sverige, för att skydda den svenska skogen, framförallt ek och bok, som är viktiga som virke.

### Oktober

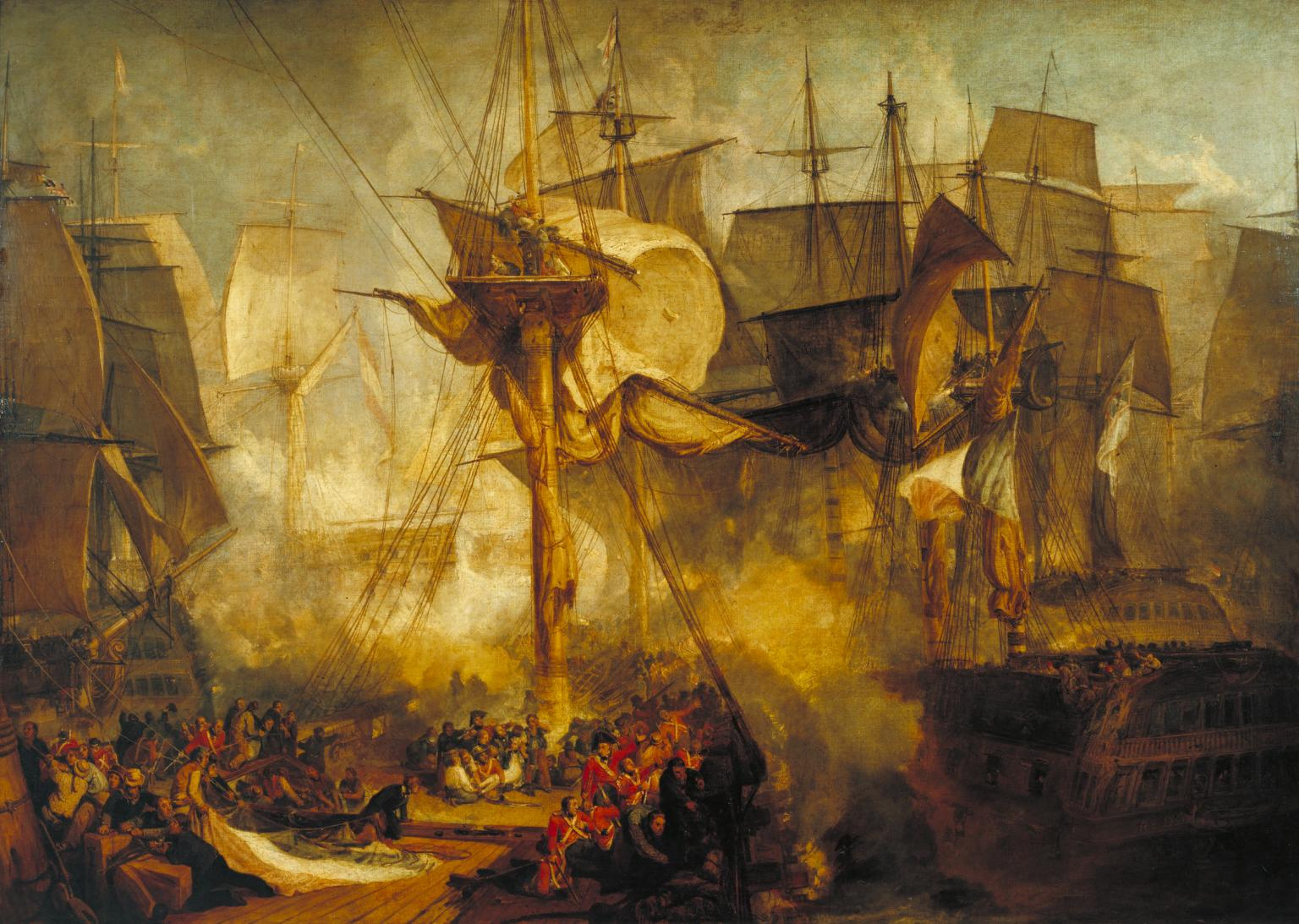
Slaget vid Trafalgar.

- 21 oktober – Den brittiska flottan under lord Horatio Nelsons befäl besegrar den fransk-spanska i slaget vid Trafalgar utanför Spaniens västkust. Nelson stupar i slaget.[3]
- 31 oktober – Gustav IV Adolf utfärdar en svensk krigsförklaring mot Napoleon I, varvid Första napoleonkriget utbryter.

### November
- November – Svenska hären överskeppas till Tyskland och kungen anländer till Stralsund.

### December
- 2 december – Den rysk-österrikiska armén besegras av Napoleon i slaget vid Austerlitz.[4]
- 20 december – Svenskarna går över floden Elbe.

### Okänt datum
- Kemisten Friedrich Wilhelm Adam Serturner isolerar och beskriver morfin för första gången.[5]
- Den ångdrivna Eldkvarn på Kungsholmen i Stockholm anläggs.[6]
- En fransk ballongflygare vid namn Roberson besöker Stockholm med sin luftballong och har uppvisning med denna.

## Födda

### Första kvartalet

#### Januari
- 6 januari – Charles J. Jenkins, amerikansk politiker, guvernör i Georgia 1865–1868. (död 1883)
- 27 januari – Sofia av Bayern, politiskt aktiv österrikisk ärkehertiginna. (död 1872)

#### Februari
- 3 februari – Otto Theodor von Manteuffel, preussisk friherre och statsman. (död 1882)
- 5 februari – Andrew H. Mickle, amerikansk köpman och politiker, borgmästare i New York 1846–1847. (död 1863)
- 8 februari – Louis Auguste Blanqui, fransk teoretiker, socialist, revolutionär och politisk aktivist. (död 1881)
- 13 februari – Johann Peter Gustav Lejeune Dirichlet, tysk matematiker. (död 1859)
- 22 februari – Amalia, svensk prinsessa, dotter till Gustav IV Adolf och Fredrika av Baden. (död 1853)

#### Mars
- 17 mars – Manuel Patricio Rodríguez García, spansk sångpedagog. (död 1906)

### Andra kvartalet

#### April
- 2 april – H.C. Andersen, dansk författare. (död 1875)

#### Maj
- 1 maj – Johann Jacoby, tysk politiker. (död 1877)

#### Juni
- 22 juni – Giuseppe Mazzini, italiensk politiker och revolutionär. (död 1872)

### Tredje kvartalet

#### Juli
- 6 juli – Heinrich Strack, tysk arkitekt. (död 1880)
- 10 juli – Jacob M. Howard, amerikansk politiker, senator 1863–1871. (död 1871)
- 29 juli – Alexis de Tocqueville, fransk politisk teoretiker och historiker. (död 1859)

#### Augusti
- 3 augusti – Thomas G. Davidson, amerikansk demokratisk politiker, kongressledamot 1855–1861. (död 1883)
- 4 augusti – William Rowan Hamilton, irländsk astronom och matematiker. (död 1865)
- 10 augusti – Sophie von Hatzfeldt, tysk socialist. (död 1881)
- 21 augusti – August Bournonville, dansk balettdansör och koreograf. (död 1879)
- 30 augusti – Ange Guépin, fransk läkare och publicist. (död 1873)

#### September
- 2 september – Friedrich August Rosen, tysk sanskritist. (död 1837)
- 3 september – Isaac S. Pennybacker, amerikansk demokratisk politiker och jurist, senator 1845–1847. (död 1847)
- 19 september – John Stevens Cabot Abbott, amerikansk präst, historiker och pedagogisk skriftställare. (död 1877)

### Fjärde kvartalet

#### Oktober
- 11 oktober – Gustav Struve, tysk politiker. (död 1870)

#### November
- 27 november – Ralph P. Lowe, amerikansk politiker, guvernör i Iowa 1858–1860. (död 1883)

#### December
- 1 december – George Catlin Woodruff, amerikansk demokratisk politiker, kongressledamot 1861–1863. (död 1885)
- 13 december – Johann von Lamont, skotsk-tysk astronom och fysiker. (död 1879)
- 14 december – James Pearce, amerikansk politiker, senator 1843–1862. (död 1862)
- 23 december – Joseph Smith, amerikansk grundare av mormonkyrkan. (död 1844)
- 31 december – Jeanne Deroin, fransk socialist. (död 1894)

## Avlidna

### Första kvartalet

#### Januari
- 1 januari – Jean Henri Latude, 79, fransk militär och författare.
- 8 januari – Vilhelm Ludvig von Qvillfelt, 64, svensk militär.
- 17 januari – Abraham Hyacinthe Anquetil-Duperron, 73, fransk orientalist.
- 23 januari – Václav Pichl, 63, tjeckisk violinist och kompositör.

#### Februari
- 4 februari – John Sloss Hobart, 66, amerikansk jurist och politiker.
- 25 februari – James Price, 43, brittisk-dansk skådespelare.

#### Mars
- 4 mars – Jean-Baptiste Greuze, 79, fransk konstnär.

### Andra kvartalet

#### April
- 21 april – Bernt Anker, 58, norsk affärsman.
- 29 april – Lorens Pasch den yngre, 71, svensk konstnär.

#### Maj
- 9 maj – Friedrich von Schiller, 45, tysk författare.
- 16 maj – Friedrich Eberhard von Rochow, 70, tysk pedagog.
- 25 maj
  - William Paley, 61, brittisk filosof.
  - Anna Maria Rückerschöld, 80, svensk författare.
- 30 maj – Rafaela Herrera, 62,  nicaraguansk nationalhjältinna.
- 28 maj – Luigi Boccherini, 62, italiensk kompositör.

#### Juni
- 19 juni – Louis-Jean-François Lagrenée, 80, fransk konstnär.
- 24 juni – Carl Fredrik Pereswetoff-Morath, 64, svensk militär.

### Tredje kvartalet

#### Juli
- 9 juli – Georg Wolfgang Panzer, 76, tysk bibliograf.
- 10 juli – Thomas Wedgwood, 34, brittisk keramiker och fotograf.

#### Augusti
- 12 augusti – Johann Friedrich Anthing, 52, tysk silhuettmålare.
- 25 augusti – Joseph Roos, 78, österrikisk målare.

#### September
- 10 september – Karl Gustav, 2, svensk prins, son till Gustav IV Adolf och Fredrika av Baden.

### Fjärde kvartalet

#### Oktober
- 5 oktober – Charles Cornwallis, 1:e markis Cornwallis, 66, brittisk militär.
- 21 oktober – Horatio Nelson, 47, brittisk sjömilitär.

#### November
- 25 november – Jacques Antoine Marie de Cazalès, 47, fransk politiker.

#### December
- 23 december – Geneviève Thiroux d'Arconville, 85, fransk kemist, författare och översättare.
- 27 december – Isabelle de Charrière, 65, schweizisk författare och filosof.
- 28 december – Carl Fredrik Plåt, 94, svensk politiker.

### Fotnoter
1. ↑  - Tagandes gatorna så breda som han någonsin kan Arkiverad 20 februari 2017 hämtat från the Wayback Machine. Statens fastighetsverk
2. ↑  USA:s militära insatser i utlandet Arkiverad 9 december 2013 hämtat från the Wayback Machine.
3. ↑  Det hände i dag
4. ↑  Det hände i dag - 2 december
5. ↑  Narkotika
6. ↑  Hans Dahlberg, Vårt 1800-tal, sid 23.